# Миленко, Юлия Ивановна
Миленко (Ганина) Юлия Ивановна (25 августа 1922, Аленино — 3 февраля 2016, Москва) — советская и российская театральная актриса. Заслуженная артистка РСФСР (1971).

## Биография

### Рождение и ранние годы
Родилась 25 августа 1922 года в деревне Никулкино (ныне Аленино) Владимирской области. Отец происходил из крестьянской семьи, мать из семьи фабрикантов. Юлия Ганина была старшей из четырёх дочерей.
Отец, Ганин Иван Данилович, в юности принимал участие в спектаклях театра местного фабриканта-мецената С. К. Федотова. После революции Иван Ганин основал на базе клуба с. Никулкино драматический коллектив и впоследствии хоровой коллектив, в которых принимала участие вся семья Ганиных: Иван Данилович, Анисья Васильевна и их дочери Юлия, Евфалия, Лариса и Тамара.
Юлия Ганина с 14 лет участвовала в городских и областных смотрах самодеятельности в Киржаче и Владимире.

### Учёба в ГИТИСе
В 1939 году поступила в Государственный институт театрального искусства им. А. В. Луначарского (ныне ГИТИС). По результатам учёбы получает отличные характеристики и рекомендации преподавателей. Высоко отмечена художественным руководителем курса профессором И. М. Раевским. Во время учёбы получает сначала персональную стипендию, а в последние два года учёбы — сталинскую стипендию.

### Труд в годы Великой Отечественной войны
В октябре — декабре 1941 года принимала участие в строительстве оборонительного рубежа под Москвой в районе Сергиева Посада. В 1942 году участвовала в концертных «фронтовых» бригадах ГИТИСа, обслуживающих воинские части и госпитали в Москве и Московской области. В 1944 году была награждена медалью «За оборону Москвы».

### Начало карьеры
В 1944 году заканчивает ГИТИС и получает распределение в Сталинград. Там знакомится с Константином Миленко и выходит за него замуж. Работает в Сталинградском областном драматическом театре им. Горького. Занята в спектаклях:
- «Женитьба Белугина» (по пьесе А. Н. Островского) — Таня
- «Бедность — не порок» (по пьесе А. Н. Островского) — Любовь
- «Снегурочка» (по пьесе А. Н. Островского) — Весна
- «Зыковы» (по пьесе М. Горького) — Павла
- «За тех, кто в море» (по пьесе Б. А. Лавренёва)
- «Слово женщинам» Э. А. Залите — журналистка
- «Встреча в темноте» (по пьесе Ф. Ф. Кнорре)
- «Молодая гвардия» (по роману А. А. Фадеева) — Уля Громова
- «На той стороне» (по пьесе А. А. Барянова) — Валя

### После войны
С 1951 по 1953 работает в Саратовском государственном драматическом театре им. Карла Маркса. Занята в спектаклях:
- «Пролитая чаша» (по драме Ван Ши-фу «Записки о западном флигеле») — Хэнь-ян
- «Девушка с кувшином» (по пьесе Лопе де Вега) — Донья Анна
- «Вей, ветерок» (по пьесе Райниса) — Зана
- «Свадьба с приданым» (по пьесе Н. М. Дьяконова) — Ольга
- «Гроза» (по пьесе А. Н. Островского) — Варвара

С 1953 по 1958 работает в Алтайском краевом театре драмы в Барнауле. Занята в спектаклях:
- «Каширская старина» (по пьесе Д. В. Аверкиева) — Марьица
- «В сиреневом саду» (по водевилю Ц. С. Солодаря) — Рыбцева
- «Оптимистическая трагедия» (по пьесе В. В. Вишневского) — Комиссар
- «Домик на окраине» (по пьесе А. Н. Арбузова) — Вера
- «Красавец-мужчина» (по пьесе А. Н. Островского) — Зоя Окоемова
- «Василиса Мелентьева» (по пьесе А. Н. Островского) — Василиса Мелентьева
- «Разоблаченный чудотворец» (по пьесе Г. Филдинга)
- «Меч и звёзды» (по пьесе Ю. Чепурина) — Клара Штром

В 1958—1959 гг. работает в драматическом театре Черноморского флота в Севастополе.
В 1959—1962 гг. работает в Смоленском областном драматическом театре. Играет в спектаклях:
- «Кремлёвские куранты» (по пьесе Н. Погодина)
- «Над Днепром» (по пьесе А. Е. Корнейчука)
- «Миллион за улыбку» (по пьесе А. В. Софронова)
- «Остров Афродиты» (по пьесе «Последняя ночь Афин» А. Парниса)

### Работа в Липецке
С 1962 по 1999 служит в Липецком областном драматическом театре.
Занята в спектаклях:
- «Вей, ветерок» (по пьесе Райниса) — Орта
- «Иду на исповедь» (по пьесе И. Г. Лазутина) — Елена Михайловна
- «Девушки с улицы надежды» (по пьесе В. А. Шаврина) — Надя-бригадир
- «Двенадцатая ночь» (по пьесе У. Шекспира) — Мария
- «Доктор Вера» (по повести Б. Н. Полевого) — Ланская
- «Мораль пани Дульской» (по пьесе Г. Запольской) — Пани Юльясевич
- «Егор Булычев» (по пьесе М. Горького) — Меланья
- «Память сердца» (по пьесе А. Е. Корнейчука) — Бабушка
- «Дикарь» (по повести Вольтера «Простодушный»)
- «В ночь лунного затмения» (по пьесе Мустая Карима) — Танкабике
- «Мария Стюарт» (по пьесе Ф. Шиллера) — Королева Елизавета
- «Двери хлопают» (по пьесе М. Фермо) — Бабушка
- «Снежная королева» (по пьесе Е. Шварца) — Бабушка
- «Месье Амилькар, или человек, который платит» (по пьесе И. Жамиака) — Мелия
- «Свадьба» (по пьесе А. П. Чехова)
- «Последние» (по пьесе М. Горького) — Софья
- «Дядя Ваня» (по пьесе А. П. Чехова) — Марина
- «Живой труп» (по пьесе Л. Н. Толстого) — Анна Павловна
- «Последний срок» (по повести В. Г. Распутина) — Мирониха
- «Таланты и поклонники» (по пьесе А. Н. Островского) — Домна Пантелеевна
- «Мышеловка» (по пьесе А. Кристи) — Миссис Бойл
- «Дом Бернарды Альбы» (по пьесе Ф. Гарсиа Лорки) — Бернарда Альба
- «Татуированная роза» (по пьесе Т. Уильямса) — Ассунта

### Последние годы
В 1999 году переехала к дочери в Москву. Умерла 3 февраля 2016 года в Москве. Похоронена на кладбище села Филипповское на родовом участке.

## Общественная и творческая деятельности
- В 1950-е была избрана депутатом Сталинградского городского совета депутатов трудящихся.
- Была председателем ВТО (ныне СТД) в Барнауле в 1950-е и председателем Липецкого отделения СТД РФ (ВТО) с 1981 по 1995 год. Была делегатом и спикером всесоюзных съездов.
- В 1968 году становится лауреатом Всесоюзного конкурса чтецов.
- В 1970-е — организатор и педагог «Театра-студии чтеца» совместно с К. Д. Миленко.
- В 1970-е активно организует творческие вечера и концерты на фабриках, заводах, в библиотеках и других предприятиях в Липецке и Липецкой области.
- Вплоть до выхода на пенсию в 1999 году активно работает с молодежью, проводит творческие встречи, вечера, концерты в школах и вузах Липецка.

## Звания и награды
- Заслуженная артистка РСФСР
- Ветеран труда
- Труженик тыла
- Лауреат всесоюзного конкурса чтецов

### Ордена
- Орден дружбы (1997)

### Медали
- 65 лет победы в Великой Отечественной войне 1941—1945 гг. (2009)
- 60 лет победы в Великой Отечественной войне 1941—1945 гг. (2005)
- 50 лет победы в Великой Отечественной войне 1941—1945 гг. (1995)
- Ветеран труда (1986)
- За трудовое отличие (1957)
- За освоение целинных земель (1957)
- За доблестный труд в Великой Отечественной войне 1941—1945 гг. (1945)
- За оборону Москвы (1944)